# Prix Saint-Simon
Le prix Saint-Simon est un prix littéraire créé en 1975 dans le cadre de la célébration du tricentenaire de la naissance du mémorialiste Louis de Rouvroy, duc de Saint-Simon (1675-1755), à l'initiative de la municipalité de La Ferté-Vidame, du conseil général d'Eure-et-Loir et de l'Association des amis de La Ferté-Vidame.
Doté de 5 000 €, le prix est attribué chaque année à un livre de mémoires (souvenirs, journal, récit autobiographique ou témoignage).

## Liste des lauréats
- 1975 : Duc de Brissac, En d'autres temps
- 1976 : Claude Roy, Somme toute
- 1977 : Suzanne Lilar, Une enfance gantoise
- 1978 : Marcel Haedrich, Une enfance alsacienne
- 1979 : Albert Simonin, Confession d'un enfant de La Chapelle
- 1980 : 
  - Charles Le Quintrec, Des matins dans les ronces
  - René Barjavel, La Charrette bleue
- 1981 : Philippe Soupault, Mémoires de l'oubli
- 1982 : 
  - Élisabeth de Miribel, La liberté souffre violence
  - Sonia Vagliano-Eloy, Les Demoiselles De Gaulle
- 1983 : Jeanne Castille, Moi, Jeanne Castille de Louisiane
- 1984 : Jean Mistler, Le Jeune Homme qui rôde
- 1985 : Pierre Dux, Vive le théâtre
- 1986 : Henri Verneuil, Mayrig
- 1987 : Alain Bosquet, Lettre à mon Père qui aurait eu 100 ans
- 1988 : Michel Debré, Trois Républiques pour une France
- 1989 : Père Bernard Alexandre, Le Horsain
- 1990 : Alain Malraux, Les Marronniers de Boulogne : Malraux mon Père
- 1991 : Léo Hamon, Vivre ses choix
- 1992 : Christiane Desroches-Noblecourt, La Grande Nubiade
- 1993 : José Luis de Vilallonga, Le Gentilhomme européen
- 1994 : Jean Marin, Petit bois pour un grand feu
- 1995 : Georges Suffert, Mémoires d'un ours
- 1996 : Hélie Denoix de Saint Marc, Les Champs de braises
- 1997 :
  - Jean-François Deniau, L'Atlantique est mon désert
  - Simone Valère et Jean Desailly, Un destin pour deux
- 1998 : Maurice Druon, Circonstances
- 1999 : Aude Yung-de Prévaux, Un amour dans la tempête de l'histoire – Jacques et Lotka de Prévaux (Kiron – Éditions du Félin)
- 2000 : Véronique Vasseur, Médecin-chef à la prison de la santé (Le Cherche midi)
- 2001 : Jean Dutourd, Jeannot, mémoires d'un enfant (Plon)
- 2002 : Jean Piat, Je vous aime bien, Monsieur Guitry ! (Plon)
- 2003 : Benedetta Craveri, L’Âge de la conversation (Gallimard)
- 2004 : Philippe de Gaulle, De Gaulle, mon père : Entretiens avec Michel Tauriac (Plon)
- 2005 : Alain Decaux, Tous les personnages sont vrais (Perrin)
- 2007 : Jean-Paul Kauffmann, La Maison du retour (NiL)
- 2008 : Philippe Sollers, Un vrai roman : Mémoires (Plon)
- 2009 : Claude Lanzmann, Le Lièvre de Patagonie (Gallimard)
- 2010 : Bernard-Henri Lévy, Pièces d'identité (Grasset)
- 2011 : Marc Ferro, Mes histoires parallèles : Entretiens avec Isabelle Veyrat-Masson (Carnets nord)
- 2012 : Anne Wiazemsky, Une année studieuse (Gallimard)
- 2013 : Bernard Ésambert, Une vie d'influence : Dans les coulisses de la Ve République (Flammarion)
- 2014 : Daniel Rondeau, Vingt ans et plus (Flammarion)
- 2015 : Salah Stétié, L'Extravagance (Robert Laffont)
- 2016 : Jean d'Ormesson, Je dirai malgré tout que cette vie fut belle (Gallimard)
- 2017 : Julia Kristeva, Je me voyage : Entretiens avec Samuel Dock (Fayard)
- 2018 : Claude Martin, La diplomatie n'est pas un dîner de gala (L'Aube)
- 2019 : Denis Grozdanovitch, Dandys et excentriques, les vertiges de la singularité (Grasset)
- 2020 : - - - - - - (à cause de la pandémie de Covid-19)
- 2021 : Souleymane Bachir Diagne, Le fagot de ma mémoire (Philippe Rey)
- 2023 : Jean-Noël Jeanneney, Le Rocher de Süsten. Mémoires II, 1982-1991 : De Radio France au Bicentenaire de la Révolution (Seuil)[1],[2],[3],[4]
- 2024 : François Lecointre, Entre guerres (Gallimard)

## Composition du jury en 2024
- Gabriel de Broglie, de l'Académie française, Chancelier honoraire de l'Institut de France, Président d'honneur du jury
- Marc Lambron, de l'Académie française, Président du jury
- Daniel Rondeau, de l'Académie française
- Nathalie de Baudry d'Asson
- Laurène L'Allinec
- Jean-François Bège
- Martine de Boisdeffre
- Patricia Boyer de Latour
- Jean-Michel Delacomptée
- Jacques Dussutour, membre fondateur
- Cécile Guilbert
- Albéric de Montgolfier, sénateur d'Eure et Loir
- Olivier Marleix, député d'Eure et Loir
- Louis Petiet